# Magotlhwane
Magotlhwane is een dorp in het district Southern in Botswana. De plaats telt 1433 inwoners (2011).